# Grozny-City
Grozny-City est un complexe immobilier construit à Grozny en Russie dans les années 2010.
Il comprend : 
- Un gratte-ciel appelé "Phoenix" et anciennement "Olympus" haut de 145 m, qui abrite des logements, qui a été construit en 2012 et qui est le plus haut gratte-ciel de la ville.
- Un gratte-ciel appelé "Hotel Grozny-City" haut de 120 m, construit en 2011, qui abrite un hôtel et qui est le plus ancien gratte-ciel de la ville.
- Trois immeubles de 88 m de hauteur construits en 2011 qui abritent des logements et des bureaux.
L'architecte est Deniz Ceyhun Baykan.